# Race You to the Bottom
Race You to the Bottom is een Amerikaanse speelfilm uit 2005 onder regie van Russell Brown.

## Verhaal
Nathan en Maggie zijn twee mensen die met elkaar een affaire hebben. Ze zijn beiden jong en mooi en hebben alle twee vriendjes. Nathan krijgt de opdracht om een artikelenreeks te schrijven over de romantische plekjes in Napa Valley. Samen met Maggie stelt ze daar haar relatie op de proef.

## Rolverdeling
- Amber Benson: Maggie
- Cole Williams: Nathan
- Jeremy Lelliott: Nicholas
- Danielle Harris: Carla